# جيري جونز (لاعب كرة قدم أمريكية)
جيري جونز (بالإنجليزية: Jerry Jones)‏ هو لاعب كرة قدم أمريكية أمريكي، ولد في 1894 في كلايد في الولايات المتحدة، وتوفي في 2 يونيو 1938.

## وصلات خارجية
- جيري جونز على موقعبيزبول رفرنس.كوم (الدوري الثانوي) (الإنجليزية)
- جيري جونز على موقع مرجع كرة القدم المحترفة.كوم (الإنجليزية)
- جيري جونز على موقع إن إن دي بي (الإنجليزية)